# Валеріос Стаїс
Валеріос Стаїс (грец. Βαλέριος Στάης, 1857, Кітіра — 1923, Афіни) — грецький археолог, відкривач Антикітерського механізму.

## Біографія
Валеріос Стаїс народився на острові Кітіра 1857 року. Освіту здобув на медичному факультеті університету в Афінах, а потім вивчав археологію в Німеччині.
Поступив на археологічну роботу спочатку як доглядач розкопок іноземних археологічних шкіл-місій. Незабаром очолив розкопки на майданчиках археологічних ділянок в Арголіді і Коринфі.
Потім став доглядачем колекції Афінського національного археологічного музею, а 1887 року — його директором. На посаді директора музею він залишився до самої своєї смерті.
Був членом
- Лондонського товариства антикварів[en],
- Австрійського археологічного інституту[de].

Велареоіс Стаїс очолював розкопки на майданчиках Епідавра, в Арголіді, Фессалії, на острові Антикітера На Антикітері під час перших у світі підводних розкопок 1900—1902 років, Стаіс зумів оцінити значення незначної знахідки (такою вона спочатку вважалася), яка в подальшому отримала назву Антикітерський механізм.
Валеріос Стаїс опублікував низку робіт в археологічних виданнях, в основному в «Археологічній газеті» (грец. Αρχαιολογική Εφημερίς), та низку монографій.
Помер Валеріос Стаїс 1923 року в Афінах. В археологічних колах він відомий і визнаний як науковець-відкривач Антикітерського механізму.